# Frank Benford
Frank Benford   (Johnstown, 29 de maig de 1883 - Schenectady, 4 de desembre de 1948) fou un enginyer electrònic i físic estatunidenc conegut per redescobrir i generalitzar la que és coneguda com a Llei de Benford, una distribució estadística sobre la freqüència del primer dígit en un conjunt de dades.
Benford també és conegut per haver inventat el 1937 un instrument per mesurar l'índex de refracció del vidre. Com a expert en mesures òptiques, va publicar 109 articles en els camps de l'òptica i les matemàtiques i va aconseguir 20 patents d'instruments òptics.
La seva data de naixement és dubtosa, considerant-se el 29 de maig o el 10 de juliol, de 1983. Després de graduar-se a la Universitat de Michigan el 1910, treballà per la General Electric fins que es jubilà el juliol de 1948. Morí sobtadament a casa seva, el 4 de desembre d'aquell mateix any.